# Средња школа Дрвар
Средња школа  Дрвар је носилац средњошколског образовања у општини Дрвар. Налази се у улици Јоле Марића бб у Дрвару.

## Историјат
Године 1924. се, за потребе тадашњег „Шипада” који је бројао неколико хиљада пиланских и шумских радника, јавила потреба за занатским образовањем домаћег становништва због чега је почела са радом шегртска школа у којој су изучавани занати дрвопрерађивачке струке – гатеристи и столари, као и занати металске струке. Након Другог свјетског рата Дрвар постаје изузетно јак раднички центар са неколико хиљада радника у дрвној индустрији, шумарству, жељезници и грађевинарству. Године 1947. је почела са радом индустријска школа у којој образовање стичу бравари, столари, гатеристи, зидари и дизаличари. Од школске 1955—1956. године се оснива ШУП „Коста Боснић” у којој се образују бравари, вариоци, електричари, фризери, керамичари и дуги. Школу похађају и ученици из Босанског Петровца, Гламоча и Грахова. Прва средња четверогодишња школа је била Економска школа „Вицука Бодрожа” која школује ученике из Дрвара, из сусједних општина и Црне Горе. Кадар је био углавном са стране. Године 1960. је основана шумарска техничка школа „Јосиф Панчић” са смјеровима Узгој и експлоатација, Дрвопрерађивачка и Хемијска за прераду дрвета, радила је десет година. Посљедња генерација је четврти разред завршила у Илиџи, а од 1962. године је отворена Гимназија „Марија Бурсаћ” као прво истурено одјељење Бихаћке гимназије, а потом и самостална. До 1980, до усмјереног образовања, гимназију је завршило неколико хиљада ђака. Прије 1974. године у Дрвару су радиле Гимназија „Марија Бурсаћ”, економска школа „Вицука Бодрожа”, Школа ученика у привреди „Коста Банић” (ШУП) и два прва разреда новоосноване машинске техничке школе које су, циљу рационализације пословања, 1974—1975. радиле уједињено у средњошколски центар „Марија Бурсаћ”. У то вријеме СШЦ „Марија Бурсаћ” је бројао око 1160 ученика у тридесет и шест разреда. У периоду од 1980. до 1991. године школује ученике по наставном плану и програму усмјереног образовања. У том периоду од једанаест година у Центру се образују четверогодишња занимања Програмери, Шумарски техничари, Техничари финалне обраде дрвета и Машински техничари и трогодишња Бравари, Токари, електричари, Трговци, Конобари, Кухари, Ткачи, Кројачи и Машински обликовачи дрвета. Од 1991. године је напуштен концепт усвојеног образовања и враћена гимназија која је задржала сва остала занимања. У школској 1994—1995, непосредно пред избјеглиштво, бројала је 615 ученика у двадесет и четири одјељења.